# Gissey-sur-Ouche
 Gissey-sur-Ouche  là một xã ở tỉnh Côte-d’Or trong vùng Bourgogne-Franche-Comté, phía đông nước Pháp. Xã Gissey-sur-Ouche nằm ở khu vực có độ cao trung bình 300 mét trên mực nước biển.